# Unidade de Análise de Inteligência Financeira
A Unidade de Análise de Inteligência Financeira ( FIAU ) é a agência central nacional em Malta responsável por receber, analisar e divulgar inteligência financeira para combater a lavagem de dinheiro e o financiamento do terrorismo.   Foi fundada em 1º de outubro de 2002. A FIAU é uma agência governamental independente. Opera como unidade nacional de inteligência financeira (UIF) em conformidade com padrões e estruturas internacionais.

## Poderes e funções
A FIAU recolhe informações financeiras e transmite-as à polícia, que pode então realizar investigações criminais ou prender/processar qualquer pessoa. A FIAU também troca informações com agências estrangeiras de inteligência financeira e autoridades de supervisão em Malta ou no exterior para investigar atividades financeiras suspeitas. 
Como agência de inteligência administrativa, a FIAU pode exigir e recolher informações de qualquer indivíduo, autoridade ou entidade, incluindo a polícia, ministério governamental, departamento/agência pública e qualquer autoridade de supervisão. Tal exigência de informação “anula qualquer obrigação de sigilo ou confidencialidade sob qualquer outra lei”. 
A FIAU opera de forma independente e as suas atividades não são divulgadas no domínio público. 

## Atividades
Em 2022, a FIAU organizou a sua primeira conferência internacional de administradores de registos de contas bancárias e outros especialistas de 21 países europeus, que foi aprovada pela Comissão Europeia. 

## Casos e controvérsias notáveis
De acordo com o seu relatório anual de 2019, a FIAU encaminhou 61 casos de branqueamento de capitais à polícia para investigação. Além disso, recebeu mais de 2.500 relatórios de transações suspeitas de bancos, profissionais jurídicos, cassinos, empresas de jogos e agências imobiliárias, um aumento de 65% em relação ao ano anterior. 
A Unidade de Análise de Inteligência Financeira opera em frente às entidades financeiras de Malta. Uma de suas principais responsabilidades é fazer cumprir a legislação contra lavagem de dinheiro (AML). Ao longo dos anos, a FIAU ampliou os critérios para violações da referida legislação, levando ao aumento das sanções administrativas. As sanções administrativas em 2021 aumentaram para 12,4 milhões de euros, contra 4,7 milhões de euros em 2020,  criando especulações entre os especialistas do sector financeiro de que a FIAU goza de “autoridade moral para impor multas”.  
A FIAU ganhou a atenção da mídia devido ao seu caso contra o Banco Pilatus em 2018. Em setembro de 2022, o proprietário do Pilatus Bank, Ali Sadr Hasheminejad, ganhou seu caso perante o Centro Internacional para Resolução de Disputas sobre Investimentos, que recomendou a suspensão de todos os processos de Malta contra Ali Sadr até que este decidisse sobre o caso,  depois que ele alegou que foi injustamente processado pelas autoridades financeiras maltesas.   